# Radarstrahl
Ein Radarstrahl (im Sinne von Strahlenbündel) ist die Hauptkeule des Antennendiagramms eines Radargerätes.